# Air Memphis
Air Memphis era una compagnia aerea charter con base al Cairo in Egitto, e con filiali a Sharm el-Sheikh, Hurgada, Luxor, Assuan e Abu Simbel.

## Storia

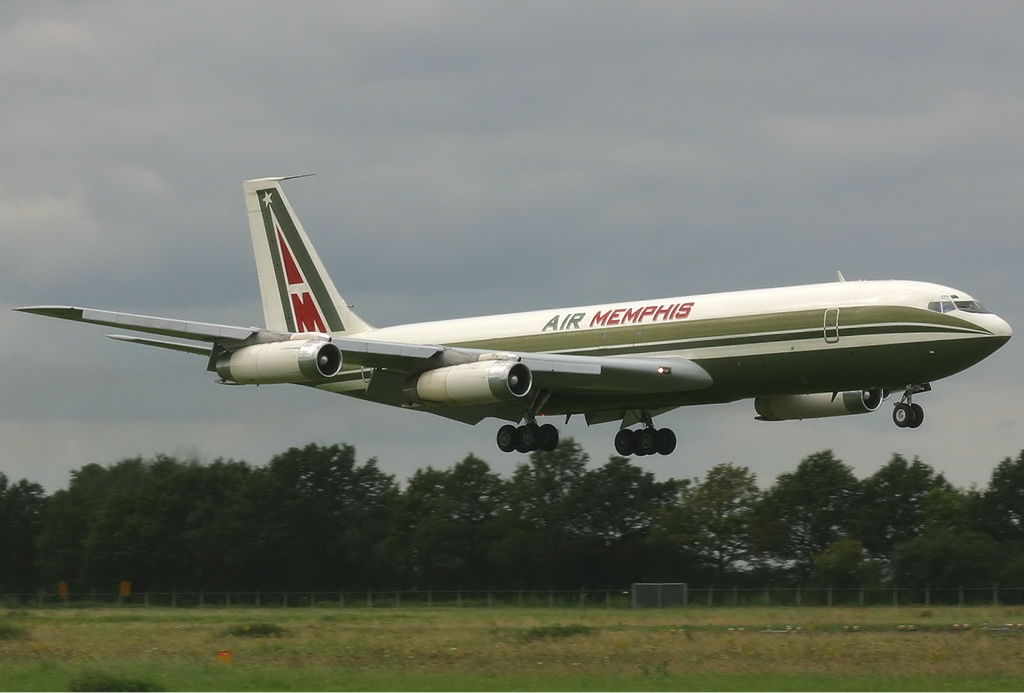
Un Boeing 707-300 Cargo di Air Memphis

La compagnia aerea è stata fondata nell'agosto del 1995 e il primo volo è stato effettuato nel marzo dell'anno successivo. A marzo 2010 aveva 530 dipendenti. Dopo aver sospeso le operazioni di volo a fine 2012, a febbraio 2013 è stata acquisita da Lakah Group; nell'agosto 2013 la compagnia è stata liquidata ed incorporata nella nuova Air Leisure.

## Flotta
A giugno 2011 la flotta di Air Memphis era così composta:

## Incidenti
Il 10 maggio 1998 il Boeing 707-300 numero di registrazione SU-PBA è decollato dall'Aeroporto Internazionale Moi di Mombasa con un carico di 34 tonnellate di pesce. Non riuscendo a prendere quota, l'aereo ha colpito prima le luci di avvicinamento della pista 03, in seguito ha urtato una collinetta ed ha preso fuoco rimanendo distrutto. Tutti i 6 membri dell'equipaggio hanno perso la vita nell'incidente.